# Dekeidoryxis asynacta
Dekeidoryxis asynacta là một loài bướm đêm thuộc họ Gracillariidae. Nó được tìm thấy ở Ấn Độ (Assam) và Nepal.
Sải cánh dài 5.3-7.8 mm.
Ấu trùng ăn Maesa chisia. Chúng có thể ăn lá nơi chúng làm tổ.